# كليربلو

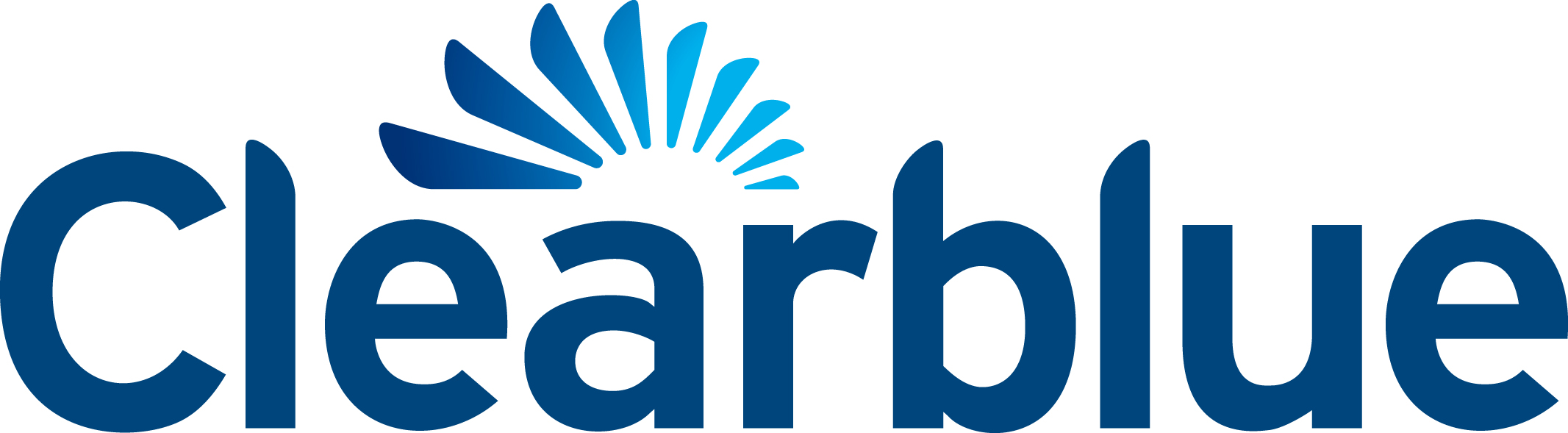
شعار كليربلو

كليربلو  "™Clearblue" هو العلامة التجارية الرائدة التي تنتجها شركة (SPD Swiss Precision Diagnostics GmbH)، والتي تقدم منتجات التشخيص المنزلي مثل اختبارات الحمل، واختبارات الإباضة وأجهزة مراقبة الخصوبة. تنتشر العلامة التجارية لكليربلو الآن في 47 بلدا، وقد أطلقت للمرة الأولى في المملكة المتحدة في عام 1985.

## تاريخ المنتج

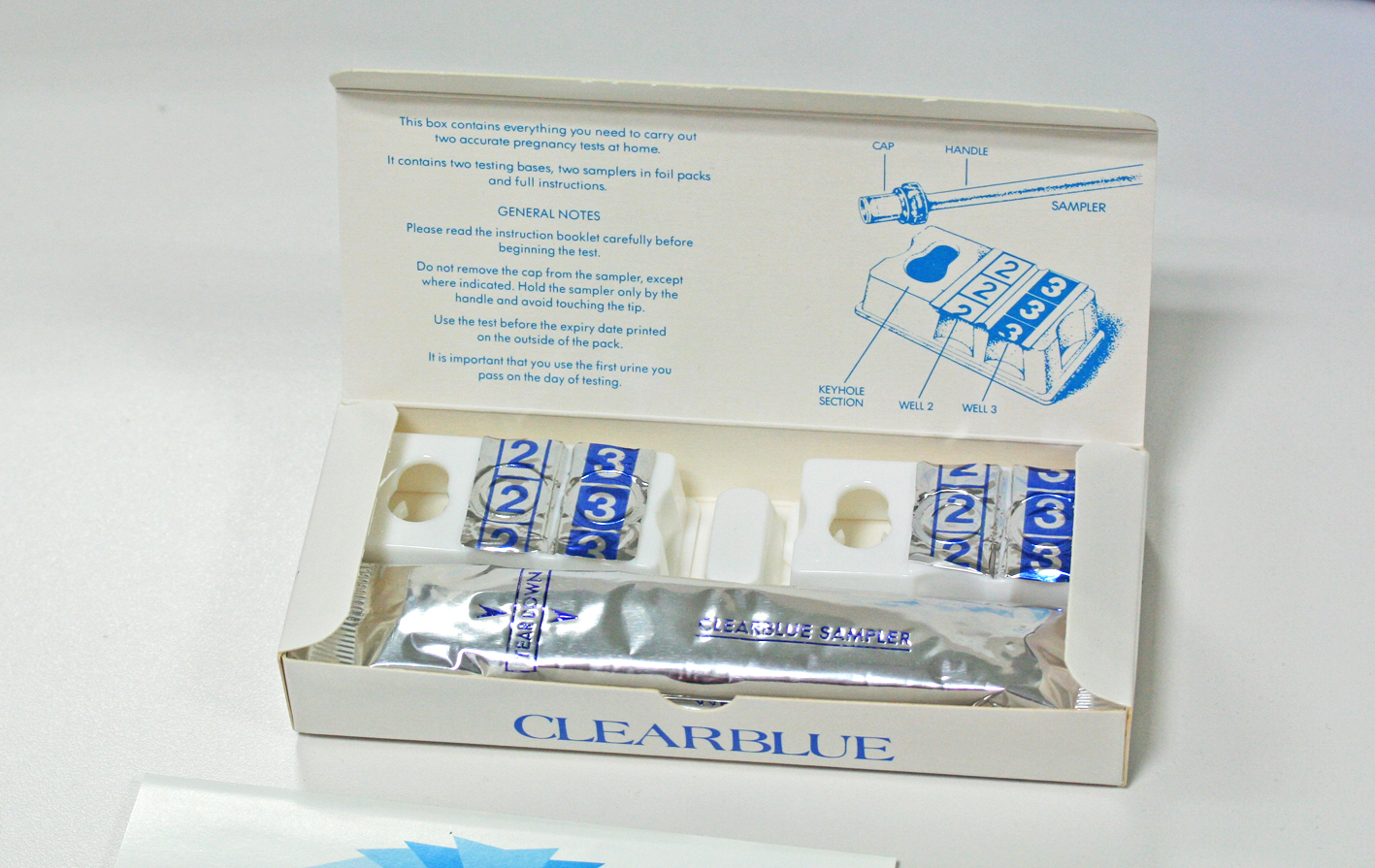
نظام اختبار الحمل المنزلي كليربلو 1985

بدأ عرض كليربلو في عام 1985 مع اطلاق نظام اختبار الحمل المنزلي كليربلو، والذي كان في هذا الوقت مملوكاً لشركة يونيليفر. كان أول “اختبار منزلي سريع” في العالم والذي بيّن نتائج اختبار الحمل في 30 دقيقة وأعطي المرأة الفرصة لكي تقوم باختبار الحمل قبل ذهابها الي الطبيب. وقد كان هذا الاختبار يمر بثلاث مراحل باستخدام الغَميسَة "dipstick" وعلبة صغيرة.
في عام 1988، طرحت كليربلو أول اختبار حمل مُكون من خطوة واحدة وذلك مع اختراع تقنية التدفق الجانبي "lateral flow technology". وقد اعطى هذا الاختبار الفرصة للحصول على النتيجة في غضون 3 دقائق وهو ما انخفض فيما بعد ليصبح دقيقة واحدة فقط مع عرض كليربلو لأول اختبار حمل منزلي في العالم يصدر النتائج في دقيقة واحدة في عام 1996. وفي عام 2003، أطلقت كليربلو أول اختبار حمل رقمي ليظهر النتائج على شاشة في صورة كلمات; حامل أو لستٍ حاملاً.

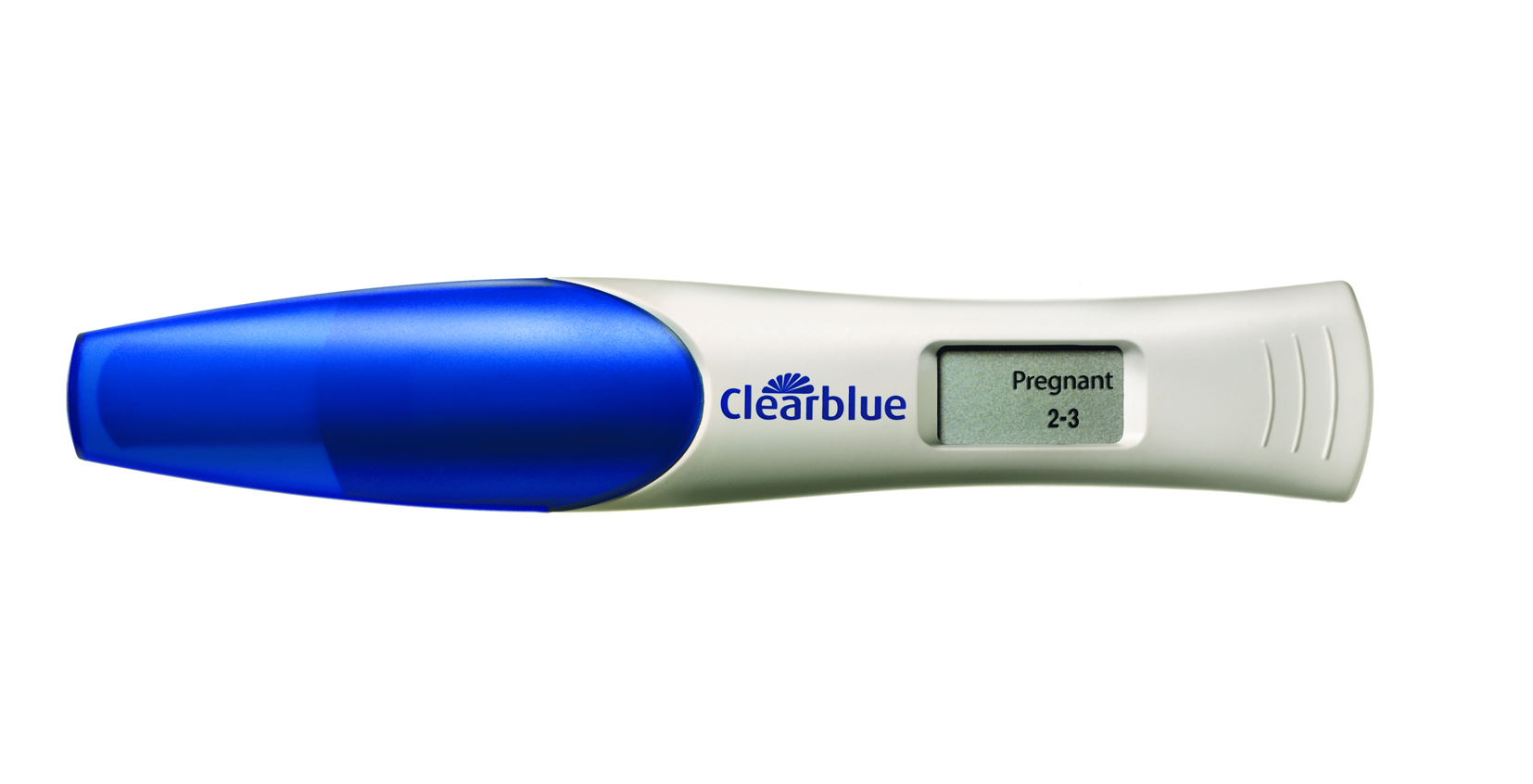
اختبار الحمل الرقمي المتطور من كليربلو مع مُحدد الوقت

في عام 2008، أصدرت كليربلو اختبار الحمل الرقمي مع مؤشر الحمل "Clearblue Digital Pregnancy Test with Conception Indicator". وكان في هذا الوقت اختبار الحمل الأول والوحيد الذي أظهر الوقت منذ وقوع التبويض (1-2 أسبوع، 2-3 أسبوع أو أكثر من 3 أسابيع) بالإضافة طبعا إلى نتيجة الحمل. وقد تم إطلاقه في أوروبا في عام 2008 بينما في الولايات المتحدة في أغسطس 2013 تحت اسم «اختبار حمل كليربلو الرقمي المتطور مع عداد الاسابيع» (Clearblue Advanced Digital Pregnancy Test with Weeks Estimator). كما أطلقت كليربلو المنتجات المنزلية لتشخيص الإباضة والخصوبة لمساعدة النساء على تحديد الايام التي تزداد فيها خصوبتهن وتتحسن فيها فرص حملهن.
في عام 1989، أطلقت كليربلو أول اختبار إباضة منزلي مكون من خطوة واحدة، والذي مكّن النساء من قياس الارتفاع في هرمون ملوتن (LH) الخاص بهم لتحديد الايام التي تزداد فيها خصوبتهن. وفي عام 1999، أطلقت العلامة التجارية أول مقياس مزدوج لهرمونات الخصوبة في العالم والذي سمح للنساء بقياس مستوى هرمون الاستروجين (estrone3-glucuronide) وهرمون ملوتن (LH). وقد ابتكرت الشركة أول اختبار إباضة رقمي في عام 2004. وبدأت الشركة في عام 2013 بتقديم اختبار الإباضة مع قراءة مزدوجة للهرمونات للكشف عن الاستروجين والهرمون الملوتن (LH).

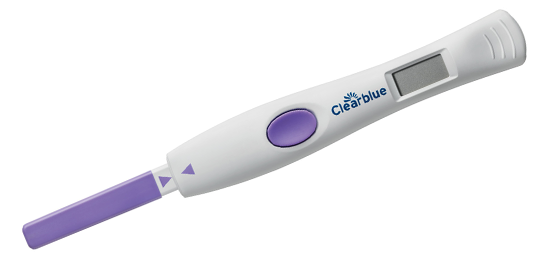
إختبار الإباضة كليربلو الرقمي مع المؤشر الهرموني المزدوج

في عام 2012، حصلت كليربلو على جائزة (Red Dot Design Award) في فئة تصميم المنتجات لتصميمها لاختبار الحمل «كليربلو بلس» (Clearblue Plus Pregnancy Test). في حين فاز اختبار الإباضة كليربلو الرقمي بالجائزة البلاتينية في مسابقة (Prima Baby Reader Awards).
كليربلو هو إحدى الجهات المانحة لمشروع (Flight for Every Mother Ltd): وهو مشروع إنساني يُدار بواسطة الدكتورة صوفيا وبستر ويهدف إلى تحسين صحة الأمهات في أفريقيا.

## SPD Swiss Precision Diagnostics GmbH
تم بيع شركة التشخيص التابعة ليونيليفر، «يونباث» (Unipath), إلى «مجموعة الابتكارات الطبية أيفيرنس» (Inverness Medical Innovations Group) في عام 2001. وقد تم تسميتها لاحقا، «اليري» (ALERE). ومنذ عام 2007، قد تم إنتاج وتوزيع كليربلو من قبل (SPD Swiss Precision Diagnostics GmbH)، كمشروع مشترك بالمناصفة بنسبة 50/50 بين كلا من «بروكتر وغامبل» و «اليري». يقع المقر الرئيسي للشركة في جنيف، سويسرا. بالإضافة إلى كليربلو، تقوم الشركة أيضا بانتاج وتوزيع المنتجات التشخصية الأخرى للمستهلكين، على سبيل المثال، «أكو-اكلير» (Accu-Clear)، واختبار الحمل «فاكت بلس» (Fact Plus)، و «كليربلان» (Clearplan)، وراصد «بيرسونا» (PERSONA).

## مركز ابحاث كليربلو

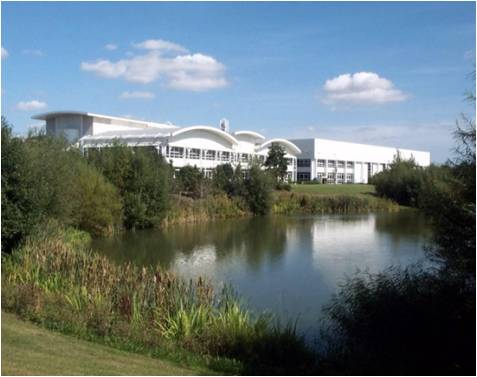
مركز ابحاث كليربلو

تقع منشأة كليربلو للبحث والتطوير في بيدفورد، بالمملكة المتحدة، وتوظف ما يزيد على 130 شخصا. وقد أجرى مركز البحوث ما يزيد عن 100 دراسة سريرية شملت أكثر من 500,000 مشارك في التجارب السريرية على مدى السنوات ال 25 الماضية.

## وصلات خارجية
- Official Website
- Swiss Precision Diagnostics
- Procter & Gamble
- ALERE